# Torrente San Vincenzo
L'impropriamente detto torrente San Vincenzo,in quanto per le sue caratteristiche sarebbe un fiume, è un corso d'acqua affluente del lago di Como.
Il suo alveo presenta una notevole pendenza e grande copiosità di acqua anche durante l'estate:la portata non scende mai sotto i 2 metri cubi al secondo, con un modulo medio di 2,5 e massimo di 8.
A Gera Lario è presente una centrale idroelettrica, che tratta 400 litri d'acqua al secondo, con un salto di 129,99 metri.
La potenza nominale installata è di 280,4 kw